# Boris Kostić

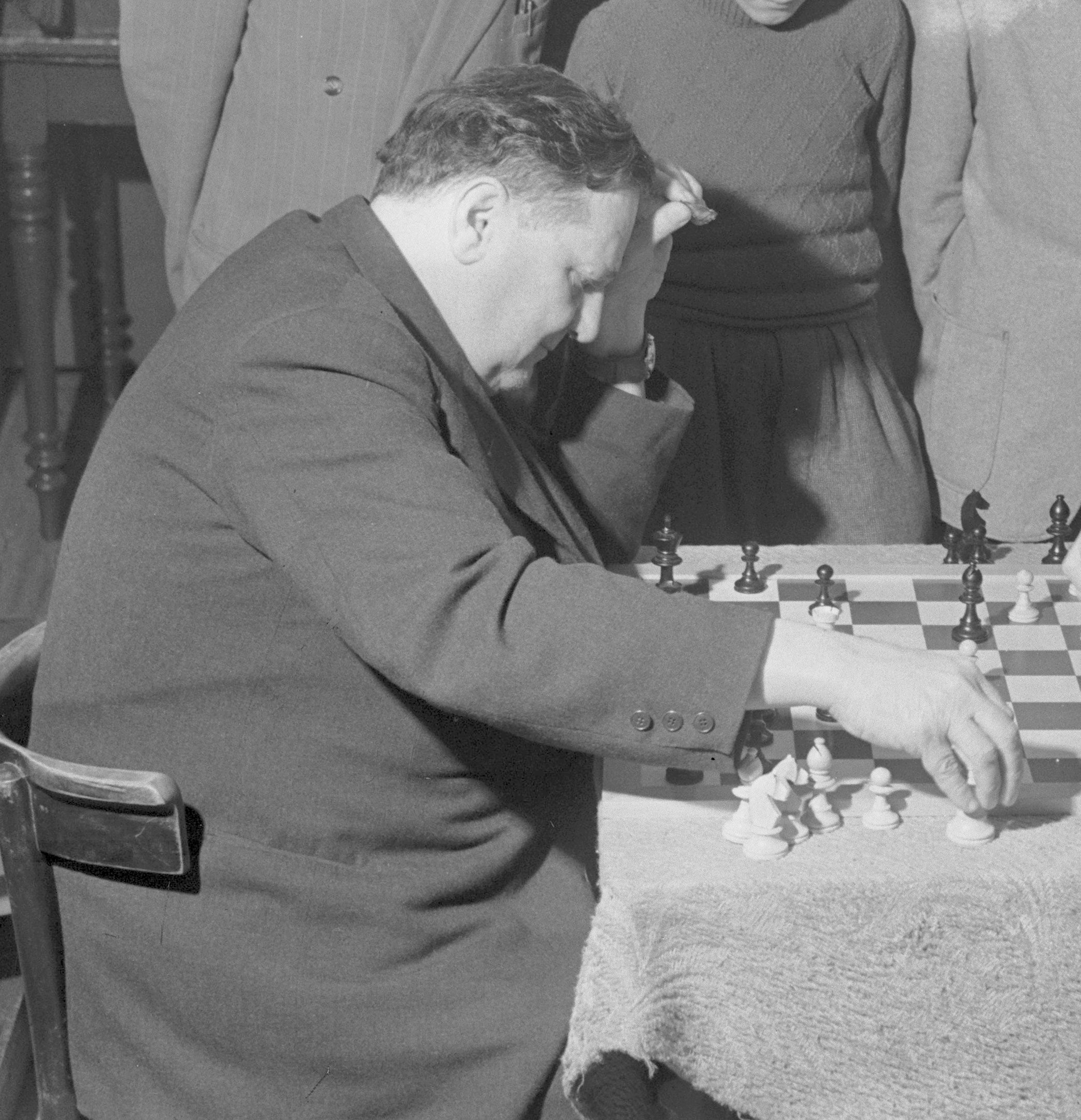
Boris Kostić (Hoogoventoernooi, 1952)

Borislav ("Bora") Kostić (Servisch: Борислав (Бора) Костић) (Vršac, 24 februari 1887 – Belgrado, 3 november 1963) was een schaker van wie het spel in het begin van de eerste helft van de 20e eeuw op het hoogtepunt lag. Naar hem is het Kosticgambiet vernoemd.
In 1916 bracht hij het record blindschaak op twintig partijen, en in 1921 won hij het grote toernooi te Hastings.